# Comedy Central (СНГ)
Comedy Central (ранее Paramount Comedy) ― русскоязычный специализированный развлекательный телеканал, который является локальной версией американского телеканала Comedy Central.
Телеканал транслирует зарубежные ситкомы, комедийные сериалы, шоу, скетчи, полнометражные комедии и мультсериалы. 
Редакция находится в Казахстане, но телеканал управляется в Великобритании, вещая по чешской лицензии.

## История
Компания Viacom International Media Networks ранее запустила телеканалы семейства Comedy в Голландии, Индии и Африке, а также объявила о расширении деятельности телеканала в Латинской Америке. В 2012 году ожидается запуск новых каналов в других регионах мира.Тестовое вещание канала началось 30 марта 2012 года, полное вещание началось 1 апреля 2012 года.
16 июля 2012 года канал «Paramount Comedy», начал трансляцию программ телеканала NBC. Это стало возможным благодаря соглашению, заключенному между компаниями «NBCUniversal» (NBCU) и «Viacom International Media Networks». по условиям которого на канале «Paramount Comedy» будет показан сериал «Друзья».
В конце 2013 года телеканал перешёл в широкоформатное вещание (16:9). В феврале 2014 года в кабельных и спутниковых сетях была запущена одновременная трансляция Paramount Comedy в высокой чёткости под названием Paramount Comedy HD.
3 августа 2021 года сменился логотип и графическое оформление.
В середине марта 2022 года, в связи со вторжением России на Украину, Компания Paramount Global (ранее Viacom International Media Networks), объявила о приостановке работы на территории России. Изначально планировалось приостановить вещание 20 апреля 2022 года, но в итоге вещание было прекращено 28 апреля. Русскоязычные каналы Paramount продолжают вещание за территорией РФ и в других странах СНГ. 
14 декабря 2022 года «Paramount Comedy» прекратил вещание в Беларуси.
1 февраля 2023 сайт телеканала прекратил работу.
1 марта 2023 года телеканал «Paramount Comedy» был переименован в «Comedy Central».1 июля 2023 года канал стал помечать о запрете соцсетей Instagram и Facebook на территории РФ.
1 января 2024 года из сетки были убраны сериалы от сторонних студий в связи с окончанием лицензий на них, также были убраны большинство мультсериалов Nickelodeon.
18 ноября 2024 года было произведено изменение оформления на канале.                                                                                                                                 

## Скандал с Роскомнадзором
10 марта 2021 года Роскомнадзор подал документ о маленьком изменении контента канала. Это случилось из-за того, что Paramount Comedy показал аморальную серию Южного парка.  

## Логотипы
| 2012 — 2018 | 2018 – 2021 | 2021 – 2023 | 2023 – н.в |
| ----------- | ----------- | ----------- | ---------- |

## Спутниковое вещание
| Спутник              | Частота, МГц | Поляр. | Тип сигнала | Кодирование | Пакет   | Скорость потока (SR) | FEC |
| -------------------- | ------------ | ------ | ----------- | ----------- | ------- | -------------------- | --- |
| KazSat 3 58,5° в. д. | 12594        | V      | HEVC        | Irdeto      | Alma TV | 45000                | 3/4 |

## Программы
Актуальные программы:
- «Южный Парк» (с 1 апреля 2012 г.)
- «Ки энд Пил» (с 2016 г.)
- «Фрейзер» (с 3 марта 2024 г.)
- «Король Квинса» (с 15 апреля 2024 г.)
- «Фирменный рецепт» (с 1 января 2024 г.)
- «Самая ржака» (с 21 октября 2023 г.)
- «Ох уж этот папа» (с 2015 г.)
- «Правила совместной жизни» (с 1 июля 2024 г.)
- «Трудоголики» (с 2013 г.)
- «Соседство» (с 7 октября 2024г.)
- «Все ненавидят Криса» (с 27 декабря 2023 г.)
- «Гадкие американцы» (с 8 апреля 2012 г.)
- «Пьяная история»
- «Бивис и Баттхед»

Архивные программы:
- «Воспитывая Хоуп» (с 1 апреля 2012 г.)
- «Аквафина - Нора из Куинса».
- «Да, дорогая» (с 1 апреля 2012 г.)
- «Малкольм в центре внимания» (с 1 апреля 2012 г.)
- «Два парня и девушка» (с 1 апреля 2012 г.)
- «Дарма и Грег» (с 2 апреля 2012 г.)
- «SOSатели Малибу» (с 8 апреля 2012 г.)
- «Говорящие куклы» (с 8 апреля 2012 г.)
- «Две девицы на мели» (с 15 июля 2012 г.)
- «Непослушные родители» (с 13 августа 2012 г.)
- «Задержка в развитии» (с 20 августа 2012 г.)
- «Мультреалити» (с 7 октября 2012 г.)
- «Шоу Сары Сильверман[англ.]» (с 25 ноября 2012 г.)
- «О нет! Только не это!» (с 24 февраля 2013 г.)
- «Титус: Правитель гаража» (с 2013 г.)
- «Новые приключения старой Кристин» (с 2014 г.)
- «Майк и Молли» (с 2013 г.)
- «По-братски» (с 2015 г.)
- «Непригодные для свиданий»
- «Чем всё закончилось» (с 23 февраля 2017 г.) - вел шоу комик Кирилл Сиэтлов
- «Сообщество» (с 29 мая 2017 г.)
- «Трудности ассимиляции» (с 15 сентября 2017 г.)
- «Без слов» (с осени 2017 г.)
- «Новенькая» (с 2016 г.)
- «Американская семейка» (с 1 апреля 2012 г.)
- «Последний настоящий мужчина» (с 1 апреля 2012 г.)
- «В Филадельфии всегда солнечно» (со 2 апреля 2012 г.)
- «Теория Большого взрыва» (с 16 июля 2012 по 31 декабря 2023 г.)
- «Два с половиной человека» (с 2012 г.)
- «Друзья» (с 16 июля 2012 по 15 декабря 2023 г.)
- «Бывает и хуже» (с 1 января 2014 по 31 декабря 2023 г.)
- «Бруклин 9-9» (с 30 января 2017 г.)
- «Стендап от Paramount Comedy» (с 11 декабря 2016 г.) — первое шоу собственного производства телеканала
- «Голдберги» (с 2017 по 31 мая 2023 г.)
- «Рино 911!»
- «Брод сити»
- «Как я встретил вашу маму» (с 2014 по 13 ноября 2023 г.)
- «Эй, Арнольд»
- «Новая жизнь Рокко» (с 2013 по 15 сентября 2023 г.)
- «Губка Боб Квадратные Штаны» (с 9 сентября по 1 ноября 2024 г.)
- «Шоу Рена и Стимпи» (с 2013 г.)
- «Супермамочка» (с 2016 г.)

## Распространение
Канал можно сейчас посмотреть через пакеты операторов «Alma TV », «Bee TV», «Starnet», «Moldcell», «Megogo », «Magti » и др.